# Coccomyces cupressini
Coccomyces cupressini är en svampart som beskrevs av P.R. Johnst. 1986. Coccomyces cupressini ingår i släktet Coccomyces och familjen Rhytismataceae.   Inga underarter finns listade i Catalogue of Life.